# Circuit de Dijon-Prenois
A Circuit de Dijon-Prenois egy motorsport-versenypálya, amelyet 1972. május 26-án nyitottak meg Stade Automobile de Dijon-Prenois néven a francia Burgundia régióban. Az óramutató járásával megegyező irányú pálya Dijon központjától mintegy 15 km-re északkeletre, Prenois mellett található. 1984-ben rendeztek itt utoljára Formula–1 versenyt. 2001-ben újjáépítették, ma sportversenyeknek ad otthont.

## Története
A pálya tervei már 1967-ben elkészültek, de a munka csak 1969 decemberében kezdődött meg. A versenypálya építése része volt annak a törekvésnek, mellyel Dijont az autóipar központjává szerették volna tenni.
A pályát 1972. május 26-án nyitottak meg.
Az eredeti, 3,289 km hosszú versenypálya, a maga 1,1 km hosszú, enyhén emelkedő célegyenesével majdnem ovális alakú volt, két nagy és sok kisebb kanyarkombinációval. Az 1975-ös átépítés előtt, 1974-ben a Formula–1 francia nagydíjnak adott otthont, majd a 3,801 km-re bővített pályán 1984-ig további hat futamot rendeztek. 1982-ben itt került megrendezésre a versenynaptárban régóta nem szereplő Formula–1 svájci nagydíj is. Dijon több különböző, főképp francia és svájci nemzetközi bajnokság illetve klub- és tesztverseny helyszínéül szolgált.
A francia Nagydíj 1983-ban Paul Ricard versenypályára költözött, de 1984-ben újra Dijon látta vendégül a mezőnyt, Niki Lauda nyert a McLaren-TAG csapattal. Addigra a Formula–1 kinőtte Dijont és habár a Formula–3000-es versenyeket 1988-ig rendeztek a helyszínen, a pálya jelentősége egyre csökkent. 
Sportautó versenyeket ugyan még rendeztek itt és a francia nemzetközi versenyeknek is helyt ad a pálya.
A létesítményt 2001-ben újjáépítették és egy gokartpályát is felépítettek a helyszínen.